# Perforazione gastrointestinale
La perforazione gastrointestinale è una gravissima complicazione di alcune malattie dell'apparato digerente caratterizzata dalla presenza di un foro che attraversa a tutto spessore la parete di un viscere mettendo in comunicazione l'interno del lume con la cavità addominale o con un altro organo. La perforazione è conseguenza della necrosi di aree circoscritte  a sua volta legata a fenomeni infiammatori e ischemici.

## Quadri anatomopatologici
- Perforazione in cavità libera. Rappresenta la forma, in genere acuta, della complicazione. Il contenuto enterico si versa direttamente nella cavità peritoneale determinando una peritonite.
- Perforazione coperta. Costituisce la forma, per così dire cronica, della complicazione. Avviene quando il processo patologico a carico del viscere ha dato il tempo perché si formassero delle aderenze infiammatorie tra il segmento malato e gli organi vicini.

L'infiammazione, in generale,  rappresenta la risposta dell'organismo agli eventi morbosi e assume forme e significati diversi. Nel caso specifico dei visceri addominali cavi (quindi a rischio di rottura) l'infiammazione comporta la formazione di aderenze tra il segmento colpito e gli organi vicini fissi o mobili che siano. In quest'ultimo caso sono le anse intestinali o l'epiploon, appunto perché organi mobili, ad accorrere verso il tratto infiammato aderendovi.
Si forma in tal modo una sorta di barriera che circondando il segmento malato lo isola dalla cavità peritoneale. Ecco allora che se interviene una perforazione resta circoscritta, al di dentro di questa barriera, rimane come si dice "coperta". Il versamento del contenuto intestinale settico non ha possibilità di raggiungere la cavità peritoneale ma rimane chiuso in una sacca formatasi tra le aderenze. La conseguenza importante è che al versamento coperto seguirà non una gravissima peritonite generalizzata, ma una peritonite circoscritta, saccata. In altre circostanze le aderenze intervengono tra organo malato e organi contigui fissi, anche quelli parenchimatosi. In questi casi la perforazione avviene direttamente nel parenchima. È il caso della ulcera duodenale terebrante nel pancreas.
La perforazione complica diverse malattie ed interessa tutti gli organi dell'apparato digerente:
- Esofago: perforazioni secondarie a malattia diverticolare, a neoplasie, ad ingestione volontaria o accidentale di corpi estranei (stuzzicadenti, spilli, pezzi di protesi dentarie con ganci metallici, sostanze caustiche).
- Stomaco e duodeno: le perforazioni sono secondarie a fenomeni neoplastici ma soprattutto alla malattia ulcerosa.
- Intestino tenue e appendice: complicanza legata ad alcune malattie infiammatorie. Particolarmente frequente e temibile è la perforazione in corso di appendicite acuta, con conseguente peritonite generalizzata. In altri circostanze accade invece quanto descritto in precedenza: la formazione di un piastrone che circonda l'appendice e al quale contribuiscono l'epiploon, alcuni segmenti intestinali, i loro mesenteri.
- Colon: Interessato da molte malattie che possono complicarsi con una perforazione. Tra queste ricordiamo i tumori maligni, i diverticoli, alcune malattie infiammatorie.

La perforazione ha inevitabilmente conseguenze drammatiche nel senso che determina gravi peritoniti, anche se saccate,  o mediastiniti (perforazione dell'esofago toracico) e richiede un intervento chirurgico urgente.
L'intervento chirurgico è quasi sempre richiesto in forma di laparotomia esplorativa e chiusura della perforazione con lavaggio peritoneale. Occasionalmente possono essere gestiti per via laparoscopica.